# Anita (telenowela)
Anita (hiszp. ¡Anita, no te rajes!) – amerykańska telenowela z 2004 roku. Wyprodukowana przez wytwórnię Telemundo.
Telenowela została wyemitowana m.in. w Stanach Zjednoczonych przez kanał „Telemundo” oraz w Polsce przez Tele 5 i Polonia 1. Emisja w Polsce trwała po raz pierwszy w Tele 5 od 1 września 2009 do 16 marca 2010 roku.

## Opis fabuły
Anita Guerrero jest młodą Meksykanką, która przyjeżdża do Stanów Zjednoczonych, aby odnaleźć swoją ciotkę Consuelo. Było to ostatnie życzenie kobiety, którą Anita uważała za swoją mamę. Dziewczyna nie wie bowiem, że to właśnie Consuelo Guerrero jest jej biologiczną matką. Kobieta wyparła się córeczki, ponieważ została ona poczęta w wyniku gwałtu. Consuelo wyjechała z kraju, zmieniła tożsamość, a później wyszła za mąż za bogatego przedsiębiorcę budowlanego. Anita jest piękną, pełną temperamentu dziewczyną. Mimo wielu przeciwności losu nigdy nie poddaje się i jest pozytywnie nastawiona do świata i ludzi. Łatwo ulega emocjom i popada w skrajne nastroje; śmieje się, a za chwilę nie może opanować łez. Anita jest szczera i prostolinijna, nie kryje swoich poglądów i uczuć. Powiedzenie „co w sercu, to na języku” najlepiej charakteryzuje jej sposób bycia. W Miami Anita spotka miłość swojego życia – utalentowanego inżyniera Luisa Eduardo Contrerasa. Sukcesy na polu zawodowym nie przekładają się w jego przypadku na szczęście w życiu prywatnym. Luis Eduardo jest mężem modelki Ariany Dupont. Ten związek nie daje mu szczęścia; jego żona jest płytką, egoistyczną kobietą. Nie waha się zdradzać męża z jego najlepszym przyjacielem, Ramiro Albornozem. Gdy Eduardo zamierza rozwieść się z Arianą, aby móc związać się z Anitą, dowiaduje się, że jego żona jest w ciąży. Nie podejrzewa nawet, że to nie jego dziecko, lecz jego przyjaciela Ramiro. Mimo intryg Ariany Eduardo decyduje się zostać z Anitą, lecz jego była żona nie daje za wygraną. Knuje intrygę, w wyniku której Anita zostaje deportowana do Meksyku i wierzy, że Eduardo ją zdradził. Ten tymczasem zostaje porwany przez żonę i traci pamięć w trakcie ucieczki. Ariana wmawia mu, że dalej się kochają. Przekonana, że bliscy ją oszukali, zgadza się na pomoc matki i ojca i wraca do Miami, by zemścić się na ukochanym. Tymczasem Eduardo orientuje się, że jest oszukiwany i zrywa z Arianą. Po powrocie do Miami Anita mści się na Arianie i Eduardo. Po czasie orientuje się, że została oszukana przez Arianę. W ostatnich odcinkach Ariana postanawia wziąć odwet i sprzymierza się z mafiosem – Plutarciem. Zaczyna wyliczankę mającą na celu skrzywdzenie Eduarda i Any. Miłość jednak okazuje się silniejsza. Ariana porywa matkę Any i zwabia ją do magazynu, gdzie zamierza ją zabić. Eduardo z ojcem Any śpieszy jej na ratunek. Plutarco i Rafael (ojciec Any) giną w strzelaninie. Tymczasem Ariana popełnia samobójstwo. Ana i Eduardo godzą się i po roku stają na ślubnym kobiercu.

## Obsada
- Ivonne Montero jako Ana ‘Anita’ Guerrero – główna bohaterka telenoweli.
- Jorge Enrique Abello jako Eduardo Contreras – główny bohater telenoweli.
- Natalia Streignard jako Ariana Dupont Aristizábal de Contreras – żona Eduarda, eks-modelka, intrygantka i manipulatorka. Nienawidzi Any.
- Marcelo Cézan jako David Ignacio Aristizábal- wnuk Amandy i kuzyn Arany. Jak się potem okazuje także Any. Kocha Ane, zostaje z Luz.
- Elluz Peraza jako Consuelo Guerrero/Graciela O’Donnell – matka Any. Porzuciła córkę i siostrę i wyszła za Amerykanina Toma.
- Eduardo Serrano jako Emiliano Contreras – ojciec Eduardo. Wspiera syna jak może, nie znosi Ariany. Kocha Consuelo.
- Isabel Moreno jako Caridad ‘Cachita’ Moret – wróżbitka. Pomaga Anie i daje jej schronienie. Babcia Luz. Dawna przyjaciółka Amandy.
- Jeannette Lehr jako Carlota Aristizábal de Dupont – matka Ariany. Szwagierka Amandy. Podła tak samo jak córka. Alkoholiczka. Nie grzeszy rozumem.
- Martha Picanes jako Amanda Aristizábal – babcia Davida i Any. Początkowo okrutna, po swoim wylewie zmienia stosunek do wnuczki.
- Roberto Moll jako Abelardo Reyes – ojciec Davida. Ukrywa się przed Amandą w dzielnicy Cachity. Kocha Dulce.
- Laura Termini jako Maggie O’Donnell – rozpieszczona córka Toma i pasierbica Consuelo. Ma żal do kobiety i obwinia ją o swoje nieszczęścia.
- Christian Tappán jako Padre Francisco – przyjaciel Eduarda i Any. Ksiądz.
- Giovan Ramos jako Ramiro Albornoz – fałszywy przyjaciel Eduarda i kochanek jego żony. Karierowicz. Mąż Dulce.
- Alexa Kuve jako Dulce Contreras – siostra Eduarda i córka Emiliano. Naiwna i łatwowierna. Żona Ramiro. Zostaje z Abelerdo.
- Millie Ruperto jako Ámbar Barros – prostytutka, matka Angie. Mieszka w dzielnicy Cachity.
- Andrea Loretto jako Angie Barros – córka Ambar i przyjaciółka Any.
- Rubén Camelo jako Roque Izquierdo – mąż Natalii i ojciec Lupe, nierób i alkoholik. Sprawia problemy.
- Jana Martínez jako Natalia Izquierdo – żona Roque i matka Lupe. Początkowo terroryzowana przez męża bierze potem sprawy w swoje ręce.
- Kenya Hijuelos jako Guadalupe ‘Lupe’ Izquierdo – córka Naty i Roque. Kocha Chucho. Przyjaciółka Any.
- Daniel Fabius jako Tom O’Donnell – mąż Consuelo i ojciec Billy’ego i Maggie. Ginie w wypadku samochodowym.
- Yadira Santana jako Mercedes Espinosa – imigrantka. Służąca w domu Contreras. Przyjaciółka Dulce. Dawna kochanka Plutarca.
- Michelle Manterola jako Luz ‘Lucecita’ Moret – wnuczka Cachity i przyjaciółka Anity. Kocha Davida.
- Yaxkin Santalucía jako Chucho – mieszkaniec osiedla Cachity. Mąż Lupe.
- Sabas Malaver jako Guillermo ‘Memo’ Valiente – kocha Ambar. Mieszka w dzielnicy Cachity.
- Jorge Alberti jako Fresa – mieszka w dzielnicy Cachity. Syn bogatego przedsiębiorcy pokłócony z ojcem.
- Gabriel Parisi jako Billy O’Donnell – syn Consuelo i Toma.
- Rodolfo Jiménez jako Julio Cesar Alzugaray – prawnik Toma i Consuelo. Potem prawnik i przyjaciel Any. Skrycie podkochuje się w Anie.
- Mayte Vilán jako Veronica Ferran – prawnik i była dziewczyna Eduardo. Zostaje z Julio Cesarem.
- Álvaro Ruiz jako dr Martinez – lekarz, ginekolog. Przyjaciel Ramiro i wspólnik Ariany.
- Steve Roth jako Plutarco Esteban Madrid – zabójca i wspólnik Ariany. Mafioso, wróg Rafaela i Any.
- Gabriel Traversari jako Detective Maldonado – detektyw Consuelo.
- Raul Izaguirre jako Rafael Aristizábal – ojciec Any i syn Amandy. Przed laty zgwałcił Consuelo i tego owocem jest Ana.
- William Colmenares jako Adonis – ochroniarz Rafaela, a potem Any.
- Rosalinda Rodriguez jako Rosario ‘Chayo’ Guerrero – matka, a w rzeczywistości ciotka Any. Umarła na raka. Jej duch pomaga jednak Anicie.
- Nelson Diaz jako Filemon Perez – ojciec Ariany. Dawny kochanek Carloty.
- Guisela Moro jako sekretarka w firmie Eduardo.
- Sasha Saballett jako Macho Anguro – alfons Ámbar.
- Xavier Coronel jako Garcia – komisarz policji.
- Martha Mijares Cox jako Zelvide Delgado – kurator Angie i Ambar.
- Manolo Coego jako doktor Gracieli.
- Gabriel Traversari jako detektyw Maldonado – detektyw Gracieli (miał odszukać Anitę).
- Johnny Acero jako porywacz pracujący na zlecenie Ariany.

Rola specjalna
- Renán Almendárez Coello 'El Cucuy' jako on sam